# Landsnet
Landsnet est une entreprise islandaise responsable du réseau de lignes à haute tension du pays. C'est une entreprise publique détenue par Landsvirkjun (64,73 %), Rafmagnsveitur rikisins (22,51 %), Orkuveita Reykjavíkur (6,78 %) et Orkubu Vestfjarða (5,98 %).
L'entreprise a été fondée le 1er janvier 2005, lorsque la division chargée du réseau de distribution d'électricité de Landsvirkjun fut séparée de la compagnie. Ceci fit suite à la loi islandaise demandant la séparation des entreprises de production électrique de celles de distribution.
L'entreprise exploite un réseau de 3 169 km. Elle est responsable de toutes les lignes de 66 kV, 132 kV et 220 kV du pays, mais aussi de quelques lignes de 33 kV.